# François-Joseph Krafft
François-Joseph Krafft (auch Frans-Josef, Franciscus) (* 22. Juli 1721 in Brüssel; † 13. Januar 1795 in Gent) war ein Organist, Dirigent und Komponist. 

## Leben
Seine Eltern waren Jan Lauwryn Krafft und Marie, geb. Aubersin. Sein Cousin war François Krafft. François-Joseph heiratete am 9. Januar 1768 Jeanne Catherine Willems in der Brüsseler Kirche St. Nicolas. Über die Anfänge seiner Karriere ist wenig bekannt. Man nimmt an, dass er in Italien bei Francesco Durante Komposition studiert hatte. Er komponierte geistliche Musik.
Am 7. September 1769 wurde ein François Krafft zum Musikdirektor der St.-Bavo-Kathedrale in Gent ernannt. Nach neueren Untersuchungen war dies sein jüngerer Bruder, der am 17. Februar 1729 geboren wurde. Dieser hatte das Amt bis zum Ruhestand am 23. August 1794 inne.

## Werke
- Psalm-Motetten:[2]
  - De Profundis
  - Levavi oculos meos
- Missa da Requiem